# Herrsjöskogen
Herrsjöskogen är ett naturreservat i Norrköpings kommun i Östergötlands län.
Området är naturskyddat sedan 2019 och är 112 hektar stort. Reservatet omfattar myrmarker och mossig gammal granskog omkring Herrsjön och Långgölen.